# 508 (tal)
508 är det naturliga heltal som följer 507 och följs av 509.

## Matematiska egenskaper
- 508 är ett jämnt tal.
- 508 är ett sammansatt tal
- 508 är ett defekt tal

## Inom vetenskapen
- 508 Princetonia, en asteroid.